# Brighton (hrabstwo Kenosha)
Brighton – miasto w Stanach Zjednoczonych, w stanie Wisconsin, w hrabstwie Kenosha.